# Oencia
Oencia ist eine Gemeinde mit 277 Einwohnern (Stand: 2024) im nordwestlichen Zentral-Spanien in der Provinz León in der Autonomen Gemeinschaft Kastilien-León. Die Gemeinde besteht neben dem Hauptort Oencia aus den Ortschaften Arnadelo, Arnado, Castropetre, Gestoso, Leiroso, Lusio, Sanvitul und Villarrubín.

## Geografie
Oencia liegt etwa 120 Kilometer westlich von León in einer Höhe von ca. 850 m. 

## Bevölkerungsentwicklung
| Jahr        | 1900 | 1950 | 1970 | 1981 | 1991 | 2001 | 2011 | 2021 |
| ----------- | ---- | ---- | ---- | ---- | ---- | ---- | ---- | ---- |
| Einwohner   | 2532 | 1815 | 1307 | 976  | 551  | 457  | 354  | 267  |
| Quelle: INE |      |      |      |      |      |      |      |      |

## Sehenswürdigkeiten

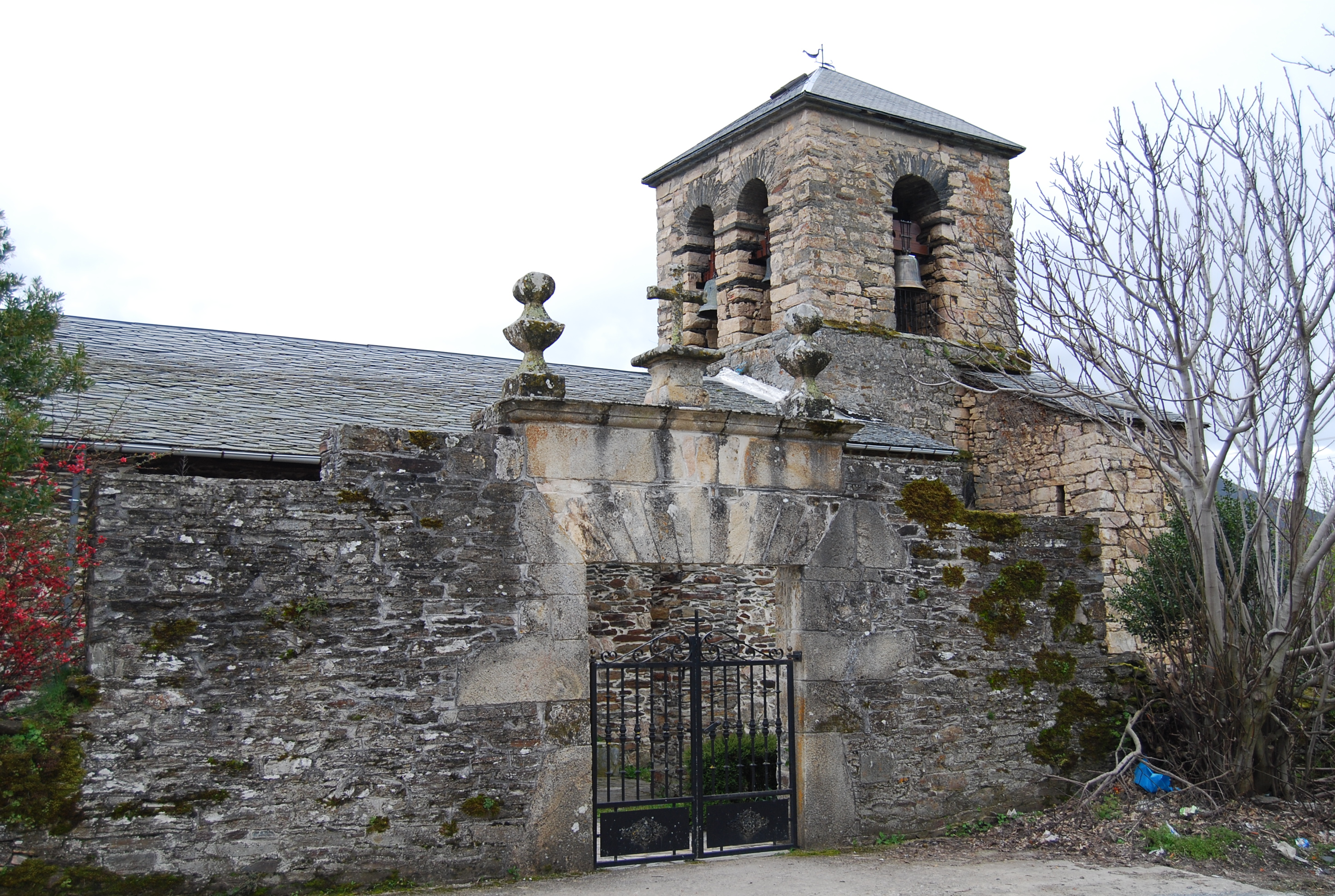
Burgreste von Lusío
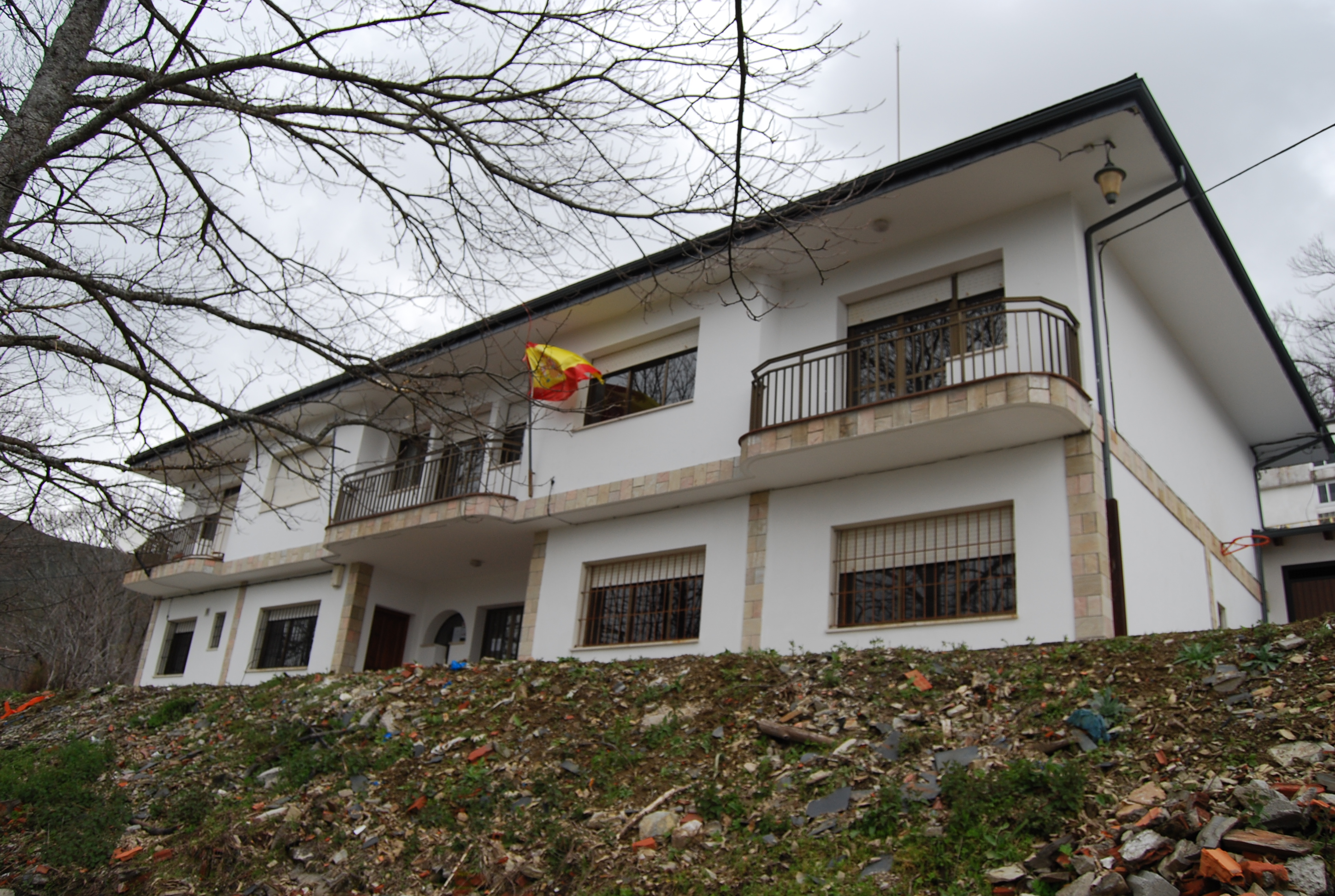
Marienkirche

- Marienkirche
- Rathaus